# Второй Эфесский собор
Второй Эфесский собор — собор Церкви, созванный в Эфесе 8 августа 449 года императором Византии Феодосием II в статусе Вселенского. Собор был созван императором по предложению патриарха Александрийского Диоскора вследствие не прекратившегося после Первого Эфесского собора (Третьего Вселенского) противостояния между представителями богословских партий миафизитов (александрийцев) и диофизитов (антиохийцев). Собор в Эфессе признавался Четвёртым Вселенским собором вплоть до смерти императора Феодосия и созыва собора в Халкидоне.
Второй Эфесский собор, как собор антидиофизитский, отвергается церквями халкидонитской традиции (Православная, Католическая церкви) и именуется ими «собором монофизитов». В греко-византийском православии и римском католицизме этот собор известен как «Разбойничий собор». В церквях миафизитской традиции (Древневосточные православные церкви), чьё богословие защищал Второй Эфесский собор, он не числится в списке признаваемых Вселенских соборов по причине отказа от него при подписании унии с диофизитами через Энотикон.

## Первая сессия

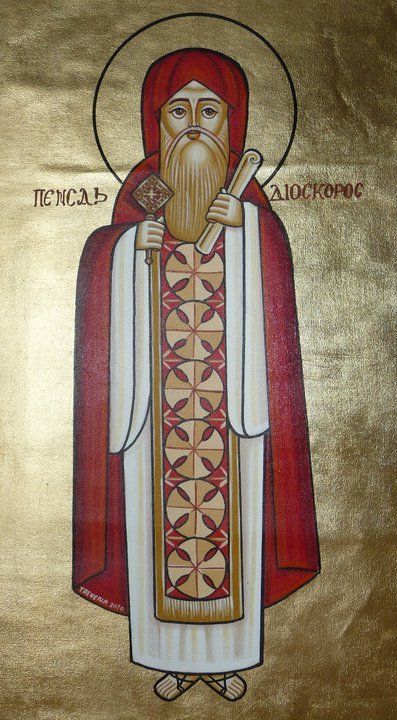
Диоскор Александрийский

При открытии собора не стали ожидать посланцев папы Льва I, и Западную Церковь представляли некий изгнанный епископ Юлий (Julius) и диакон Гиларий, впоследствии Папа Римский. Присутствовало 127 епископов и 8 представителей епископов. Председателем был назначен патриарх Александрийский Диоскор, за ним в списке шёл вышеуказанный Юлий и затем Ювеналий Иерусалимский, стоявший выше Флавиана Константинопольского и Домна Антиохийского. От председательства были отстранены 7 епископов, в том числе Флавиан, отлучившие на Константинопольском Синоде архимандрита Евтиха (Евтихия) за отказ признать две природы Христа.
Сначала было оглашено воззвание императора Феодосия. Представители Папы предложили огласить привезённое ими письмо, в котором Лев I ссылался на догматическое послание к Флавиану, которое предлагал собору принять в качестве правила веры. Но Диоскор вместо этого зачитал письмо к императору, предписывающее явиться на собор антинесторианскому фанатику Бар Сауме (Barsumas). Диоскор заявил, что вера — не тема для обсуждения, а обсуждать на соборе надо события. Он был провозглашён защитником веры. Явившийся Евтих доложил, что ничего не добавлял к Никейскому Символу веры и ничего не отнял. Обвинителю Евтиха, Евсевию епископу Дорилеи (Eusebius of Dorylaeum), не дали слова. Далее Диоскор, не обращая внимание на протесты представителей Папы (послание Льва I так и не было оглашено), начал зачитывать акты суда над Евтихом (целиком — от начала до конца). Собор порешил, что учение о двух природах Христа есть несторианство, а Евтиха оправдал 114 голосами, из которых 3 — его бывшие судьи. Потом было доложено прошение от монастыря Евтиха, отлучённого в полном составе. Собор их простил.
Были зачитаны отрывки из вероопределений предыдущего Эфесского собора. Далее Диоскор заявил, что Флавиан и Евсевий должны быть низложены как отступившие от этой веры. Под этим подписались 135 епископов. Тысячная толпа монахов во главе с Бар Саумой ворвалась на заседание и угрожала насилием епископам на стороне Флавиана. Их секретарям переломали пальцы, чтобы они не могли делать записи, а сам Флавиан был жестоко избит. Многие епископы подписались под угрозой расправы, некоторые подписали чистый лист, а другие не подписались вообще, но их имена были всё равно добавлены в акты.
Иларий произнёс «Contradicitur» (возражается), аннулируя приговор от имени Папы, и с трудом скрылся. Флавиан был отправлен в ссылку и умер через несколько дней в Лидии.

## Последующие сессии
На следующей сессии собора заседало 113 человек, включая Бар Сауму и 9 новых имён. От папских легатов остался Дульцитий (Dulcitius), нотариус Илария, и он был нездоров. Легаты же стряхнули пыль с ног перед собравшимися — в знак непризнания собора, игнорирующего существование папы.
Первым рассматривалось дело Ивы (Ibas), епископа Эдессы. Этот защитник антиохийцев был обвинён в преступлениях перед Домном Антиохийским и оправдан вскоре после Пасхи 448 года. Его обвинители добились в Константинополе, у императора, нового суда. Судьи Фотий Тирский (Photius of Tyre), Евстафий Беритский (Eustathius of Berytus) и Ураний Имерийский (Uranius of Imeria) снова оправдали (2.449) Иву и сообвинённых: Даниила епископа Харранского (Daniel, Bishop of Harran) и Иоанна Феодосианопольского (John of Theodosianopolis). Хериас, правитель Осроены (Cheroeas, Governor of Osrhoene) начал в Эдессе новое расследование; после предъявления результатов император велел сместить Иву. Когда на соборе огласили письмо Ивы, присутствовавшие в один голос предложили отправить его на костёр. Обвинительную речь произнёс священник Евлогий из Эдессы. Ива не присутствовал на соборе и не мог защищаться.
Далее рассматривался Ириней, который, в бытность мирянином, оказал расположение Несторию на предыдущем Эфесском соборе. Позже он стал епископом Тирским, но был низложен в 448 году императором, ему последовал вышеупомянутый Фотий. Иринея низложили за двоежёнство и богохульство. Низложили также его ставленника Аквилина (Aquilinus) еп. Библа (Byblus). Ивова кузена Софрония (Sophronius) епископа Теллы (Tella), обвинили в магии и передали на суд нового епископа Эдессы. Феодорит Кирский, своим красноречием ставший грозой монофизитам, не выпускался императором из границ своего диоцеза, чтобы не проник в Антиохию и на этот собор. Феодориту припомнили дружбы с Несторием и недолговременную вражду со св. Кириллом. Были зачитаны отрывки из произведений Феодорита, после чего его заочно низложили и отлучили от Церкви (когда Феодорит об этом услышал, он сразу написал Римскому папе).
Домн Антиохийский согласился на первой сессии с оправданием Евтиха, но не присутствовал далее под предлогом болезни. Собор выслал ему последующие решения собора, и он ответил (если верить актам), что согласен с ними. Сразу после этого были оглашены обвинения на самого Домна: он был обвинён в дружбе с Феодоритом и Флавианом, несторианстве, искажении таинства крещения, назначении безнравственного епископа в Эмесу, неканоническом самоназначении и вражде с Диоскором. О Домне сказали, что он хуже Ивы, и отлучили его.

## Итоги собора
Второй Эфесский собор подтвердил невиновность Евтихия и отлучил за диофизитство патриархов Антиохии и Константинополя. Император Феодосий II утвердил решения собора. Архиепископ Александрийский Диоскор разослал окружное послание епископам Востока, которое они должны были подписать. По протекции Диоскора архиепископом Константинопольским стал Анатолий, а патриархом Антиохийским стал Максим. Папа Римский Лев I, который ещё до собора встал на сторону диофизитов и написал в защиту диофизитства свой Томос, отверг результаты собора и назвал его «разбойничьим» (лат. Latrocinium). Протестация архиепископа Флавиана папе не подтверждает сообщений византийских историков о больших насилиях Собора над Флавианом. Папа Лев отлучил от Церкви всех участников собора и оправдал всех осуждённых, кроме Домна. Однако при жизни императора Феодосия решения Второго Эфесского собора, как Вселенского оставались законными. Только на Халкидонском соборе «Разбойничий собор» был официально отвергнут Церковью империи, что привело к дальнейшим конфликтам между миафизитами и диофизитами, а как итог к церковному расколу.